# Aenasius bolowi
Aenasius bolowi är en stekelart som beskrevs av Mercet 1947. Aenasius bolowi ingår i släktet Aenasius och familjen sköldlussteklar. Inga underarter finns listade i Catalogue of Life.